# Centro Penitenciario Puig de les Basses
El Centro Penitenciario Puig de les Basses es una prisión de la Generalidad de Cataluña situada en el municipio de Figueras (Gerona) España en el Raval Disseminat, 53, en una colina junto a la AP-7 entre el castillo de San Fernando y el municipio de Llers. Se inauguró en junio del año 2014. El centro sustituye a las antiguas prisiones de Figueras y Gerona. Es el sexto centro penitenciario construido por la Generalitat desde que asumió las competencias en materia de ejecución penal en 1984.
En la construcción del centro se han aplicado técnicas líderes y se ha tenido especial cuidado en la reducción del impacto visual, de forma que los edificios se adaptan a la orografía natural del terreno. El proyecto de este centro penitenciario, que cumple todas las características del nuevo modelo penitenciario catalán impulsado por el Departamento de Justicia, ha supuesto una inversión de 108,99 millones de euros.
El equipamiento tiene una superficie construida de 61.642,43 metros cuadrados, está preparado para albergar 1174 internos y dispone de 620 celdas, distribuidas en nueve módulos y cuatro unidades singulares. El Centro Penitenciario Puig de les Basses consta de 17 edificios, de los que destacan los nueve destinados a módulos residenciales, el módulo de ingresos y el departamento de régimen cerrado. El equipamiento también cuenta con enfermería, un edificio educativo, formativo y cultural —que acoge, entre otros servicios, una escuela de formación para personas adultas—, un área de deportes y una zona de servicios en la que están ubicados los talleres productivos.
Puig de les Basses es un centro mayoritariamente para hombres penados adultos, aunque también dispone de módulos específicos para jóvenes y mujeres y para internos preventivos.
- Superficie construida: 61.642,43 m²
- Superficie solar: 32.307 m²
- Presupuesto total de la obra: 108,99 m€
- Redacción del proyecto y dirección de la obra: Fabré&Torras Arquitectes Associats, SCP
- Módulos/celdas:
  - 9 módulos vida ordinaria con 512 celdas
  - 1 unidad de ingresos con 24 celdas
  - 1 unidad de régimen cerrado con 38 celdas
  - 1 unidad de enfermería con 22 habitaciones
  - 1 unidad psiquiátrica con 24 habitaciones

## Reclusos notables
- Dolors Bassa